# Dov Bar-Nir
Dov Bar-Nir (Geburtsname: Bernard Zilbershitz; hebräisch דב בר-ניר; * 3. Dezember 1911 in Brüssel; † 7. Mai 2000) war ein israelischer Politiker, der von 1949 bis 1951 Mitglied der ersten Knesset war.

## Leben
Nach dem Besuch von Schulen in Brüssel absolvierte Bar-Nir ein Studium der Sozialwissenschaften an der Universität Straßburg, das er mit der Promotion abschloss. Während dieser Zeit gehörte er zu den Gründern der sozialistisch-zionistischen Pfadfinderorganisation Hashomer Hatzair in Belgien. Nach seiner Einwanderung (Alija) in das Völkerbundsmandatsgebiet Palästina 1932 war er bis 1956 Mitglied des Kibbuz En HaChoresch und aktiv in der Sozialistischen Liga.
Bar-Nir, der von 1946 bis 1948 Sekretär der Hashomer Hatzair war, wurde nach der Gründung des Staates Israel am 14. Februar 1949 zum Mitglied der ersten Knesset gewählt und gehört dieser bis zum Ablauf der Legislaturperiode am 20. August 1951 an. Während seiner Parlamentszugehörigkeit war er Mitglied mehrerer Knesset-Ausschüsse und 1950 für einige Zeit Vertreter der Hashomer Hatzair in den USA.
Nach seinem Ausscheiden aus der Knesset war er von 1951 bis 1953 zuerst Sekretär des Zentralkomitees der Mapam, der Vereinigten Arbeiterpartei, und später von 1957 bis 1960 Sekretär der Weltunion der Mapam. Außerdem gehörte er als Mitglied der Redaktion der monatlich erscheinenden Zeitschrift New Outlook an.

## Veröffentlichungen
Bar-Nir veröffentlichte zahlreiche Artikel in Zeitungen wie Maʿariv und Davar und war auch als Kolumnist für die Zeitungen Al haMischmar und Sde Iyun tätig. Außerdem verfasste er mehrere Bücher wie:
- Trends in Modern Art, 1954
- From Jabotinsky to Begin: Portrait of a Movement, 1982
- Politicide: An Israel Socialist Answers a Foreign Socialist, 1982
- The Confrontation: Ben-Gurion and the Revisionists, 1987
- Opinions Make Their Way, 1996